# 青年学校令
青年学校令（せいねんがっこうれい、昭和14年4月26日勅令第254号）は、教育に関する日本の旧勅令で、尋常小学校（後に国民学校初等科）卒業後、中等教育機関（旧制中学校、高等女学校、実業学校など）に進まずに職業に従事する勤労青少年男女に対して教育を行う青年学校の設置に関しての法律である。最初の勅令は1935年（昭和10年）4月1日に公布・施行され（昭和10年4月10日勅令第41号）、後に全部改正された（昭和14年4月26日勅令第254号）。

## 第一次青年学校令
青年学校令（昭和10年4月10日勅令第41号）は、「男女青年に対し、その心を鍛錬し、徳性を涵養すると同時に職業および実際生活に必要な知識・技能を授け国民としての資質を向上させる」ことを目的とする（第1条）。青年学校令施行前の実業補習学校と青年訓練所は青年学校と改称された。
設置者
青年学校の設置者は、北海道・府県・市町村・市町村学校組合・町村または町村学校組合に準じる公共団体・商工会議所・農会・私人とされた。設置・廃止の認可は、道府県立の青年学校は文部大臣、その他の青年学校は地方長官が行う。
授業料
原則として授業料を徴収することができないとされた。
学科
- 普通科
  - 修業年限は2年。
  - 入学資格は尋常小学校卒業者（12歳以上）。
  - 科目は男子が修身および公民科・普通学科・職業科・体操科、女子が修身および公民科・普通学科・職業科・家事および裁縫科・体操科。
- 本科
  - 修業年限は男子5年（4年に短縮可能）、女子3年（2年に短縮可能）
  - 入学資格は普通科修了者または高等小学校卒業者（14歳以上）。
  - 科目は男子が修身および公民科・普通学科・職業科・教練科、女子が修身および公民科・普通学科・職業科・家事および裁縫科・体操科。
- 研究科
  - 修業年限は1年以内
  - 入学資格は本科卒者（男子19歳以上、女子17歳以上）とする。
  - 科目は本科の科目に関連して必要に応じて定める。ただし修身および公民科は必須科目とする。
- 専修科

## 第二次青年学校令
1939年（昭和14年）4月26日、青年学校令が全部改正された（昭和14年4月26日勅令第254号）。
男子のみ普通科2年・本科5年の計7年が義務教育化された。

## 廃止
- 学校教育法の施行に伴い、1947年（昭和22年）4月1日に廃止。